# Dorfkirche Bockhorst
Die Evangelische Dorfkirche steht im Versmolder Ortsteil Bockhorst im nordrhein-westfälischen Kreis Gütersloh in Deutschland.
Sie wurde ursprünglich als einschiffige romanische Kapelle im 12. oder 13. Jahrhundert errichtet. Im 17. Jahrhundert wurde die Kapelle durch eine Pfarrkirche ersetzt, die im Osten mit halbrunder Apsis und mit einem Westturm abschließt. 1893 bis 1894 wurde die Kirche durch Friedrich Graeber kreuzförmig um zwei Seitenschiffe erweitert; dabei entdeckte man ein Triumphkreuz auf dem Dachboden. Die historistische Farbfassung des Innenraumes stellte man 1978/79 wieder her. Kirche und Gemeinde gehören zum Kirchenkreis Halle in der Evangelischen Kirche von Westfalen und umfasst 18,51 km². Die Gemeinde zählt 1.593 Gläubige (Stand 2009).

## Ausstattung

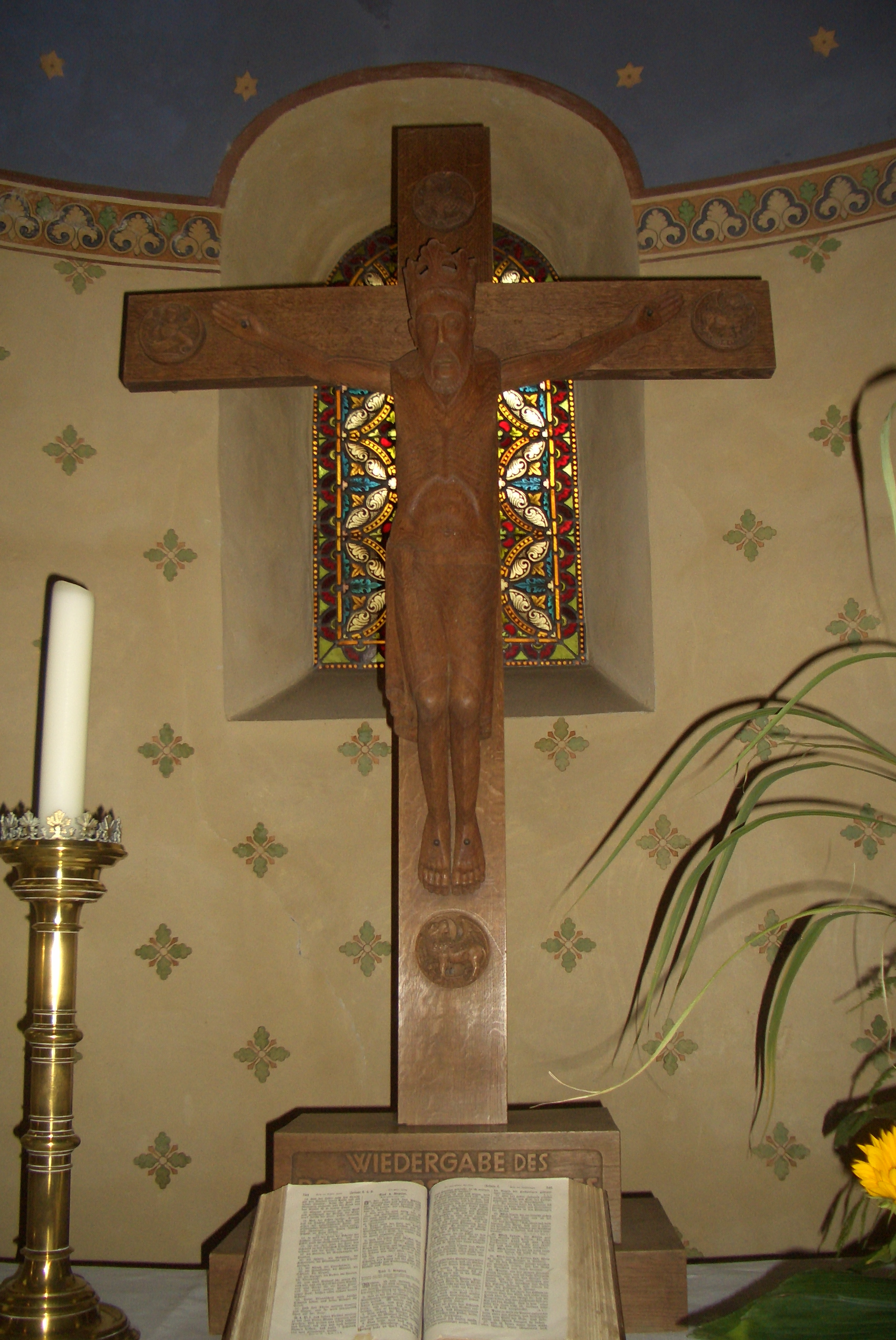
Verkleinerte Nachbildung des Triumphkreuzes

Das überlebensgroße, um 1150 entstandene Triumphkreuz wurde 1893 bei Umbauarbeiten auf dem Kirchendachboden entdeckt und befindet sich seit 1894 im LWL-Landesmuseum für Kunst und Kulturgeschichte in Münster. Christus trägt in dieser Darstellung keine Dornenkrone, sondern die „Krone des Himmels“ als Triumphzeichen. Das Original misst eine Höhe von 3,50 m und eine Breite von 2,20 m und gilt als das wohl am vollständigsten erhaltene Großkreuz aus seiner Zeit. 1967 war das Kreuz auf der Weltausstellung in Montreal, Kanada, ausgestellt. Eine verkleinerte Nachbildung schmückt heute den Altar. Dort war zuvor seit 1847 das 1840 gemalte Altarbild Christus den Kelch segnend des Düsseldorfer Nazareners Raphael Schall positioniert; heute hängt es an der Wand des Hauptschiffes.